# Trochidae
Trochidae is een grote en variabele familie van slakken. De familie wordt opgedeeld in meerdere subfamilies, onder andere naar de bouw van de radula. Een aantal soorten zijn bedreigd in hun voortbestaan en staan derhalve op de CITES-lijst.

## Verspreiding en leefgebied
De soorten van deze familie zijn alle carnivoor en komen voor in alle warme zeeën van de wereld. Sommige soorten zijn eetbaar en over het algemeen zijn de schelpen zeer geliefd bij verzamelaars.

## Kenmerken
De grootte van de schelpen varieert van enkele millimeter tot ruim 125 mm. Het operculum is hoornachtig en rond met een centraal gelegen kern.

## Taxonomie
De familie kent de volgende onderverdeling:

### Geslachten niet ingedeeld bij een onderfamilie
- Callumbonella Thiele, 1924
- Enida A. Adams, 1860
- Hazuregyra Shikama, 1962
- Intortia Egorova, 1972
- Labio Gray, 1850
- Omphalomargarites Habe & Ito, 1965
- Umbonella A. Adams, 1863
- Callistele Cotton & Godfrey, 1935
- Paraclanculus Finlay, 1926

### Onderfamilies
- Alcyninae Williams, Donald, Spencer & Nakano, 2010
- Cantharidinae Gray, 1857
- Chrysostomatinae Williams, Donald, Spencer & Nakano, 2010
- Eucyclinae  †
- Fossarininae Bandel, 2009
- Halistylinae Keen, 1958
- Kaiparathininae B. A. Marshall, 1993
- Monodontinae Gray, 1857
- Stomatellinae Gray, 1840
- Trochinae Rafinesque, 1815
- Umboniinae H. Adams & A. Adams, 1854